# Luan Vinicius da Silva Santos
Luan Vinicius da Silva Santos (San Paolo, 14 maggio 1999) è un calciatore brasiliano, centrocampista del San Paolo.

## Caratteristiche tecniche
È un mediano.

## Carriera

### Club
Cresciuto nelle giovanili del San Paolo, ha esordito in prima squadra il 22 luglio 2018 in occasione del match di campionato vinto 3-1 contro il Corinthians.

### Nazionale
Ha giocato nella nazionale brasiliana Under-20.

## Statistiche
Statistiche aggiornate al 23 gennaio 2019.

### Cronologia presenze e reti in nazionale
| Cronologia completa delle presenze e delle reti in nazionale ― Brasile under 20 | Cronologia completa delle presenze e delle reti in nazionale ― Brasile under 20 | Cronologia completa delle presenze e delle reti in nazionale ― Brasile under 20 | Cronologia completa delle presenze e delle reti in nazionale ― Brasile under 20 | Cronologia completa delle presenze e delle reti in nazionale ― Brasile under 20 | Cronologia completa delle presenze e delle reti in nazionale ― Brasile under 20 | Cronologia completa delle presenze e delle reti in nazionale ― Brasile under 20 | Cronologia completa delle presenze e delle reti in nazionale ― Brasile under 20 |
| Data                                                                            | Città                                                                           | In casa                                                                         | Risultato                                                                       | Ospiti                                                                          | Competizione                                                                    | Reti                                                                            | Note                                                                            |
| ------------------------------------------------------------------------------- | ------------------------------------------------------------------------------- | ------------------------------------------------------------------------------- | ------------------------------------------------------------------------------- | ------------------------------------------------------------------------------- | ------------------------------------------------------------------------------- | ------------------------------------------------------------------------------- | ------------------------------------------------------------------------------- |
| 19-1-2019                                                                       | Rancagua                                                                        | Colombia under 20                                                               | 0 – 0                                                                           | Brasile under 20                                                                | Sudamericano Sub-20 2019 - 1º turno                                             | -                                                                               |                                                                                 |
| 21-1-2019                                                                       | Rancagua                                                                        | Brasile under 20                                                                | 2 – 1                                                                           | Venezuela under 20                                                              | Sudamericano Sub-20 2019 - 1º turno                                             | -                                                                               |                                                                                 |
| 23-1-2019                                                                       | Rancagua                                                                        | Cile under 20                                                                   | 1 – 0                                                                           | Brasile under 20                                                                | Sudamericano Sub-20 2019 - 1º turno                                             | -                                                                               |                                                                                 |
| 25-1-2019                                                                       | Rancagua                                                                        | Brasile under 20                                                                | 1 – 0                                                                           | Bolivia under 20                                                                | Sudamericano Sub-20 2019 - 1º turno                                             | -                                                                               |                                                                                 |
| Totale                                                                          |                                                                                 | Presenze                                                                        | 4                                                                               |                                                                                 | Reti                                                                            | 0                                                                               |                                                                                 |

## Palmarès

### Competizioni statali
- Campionato paulista: 1

San Paolo: 2021

### Competizioni nazionali
- Coppa del Brasile: 1

San Paolo: 2023
- Supercoppa del Brasile: 1

San Paolo: 2024